# Петтштадт
Петтштадт (нім. Pettstadt) — громада в Німеччині, розташована в землі Баварія. Підпорядковується адміністративному округу Верхня Франконія. Входить до складу району Бамберг.
Площа — 9,88 км2. Населення становить 2022 ос. (станом на 31 грудня 2020).

## Географія

### Адміністративний поділ
Громада  складається з 3 районів:
- Айхенгоф
- Нойгаус
- Шадлос